# B'z presents UNITE
B'z presents UNITE（ビーズ・プレゼンツ・ユナイト）は、日本の音楽ユニット、B'zがオーガナイザーを務めるロック・プロジェクト。
2021年に主催イベントを初開催。2025年には第2回を開催。

## 概要
2021年8月に発表された、B'zによる音楽プロジェクト。当時コロナ禍の影響で有観客ライブを満足に開催できない状況の日本で、B'zは「この時だからこそできることを、新たな挑戦を」と掲げて方法を模索し、また「オーディエンスを前にした実践感覚を失わないように」という思いから有観客ライブを企画。そして、B'z自身がオーガナイザーとなるロック・プロジェクトが発足された。
同年9月に、有観客コンサートにおける新型コロナウイルス感染症対策を遵守の上、『B'z presents UNITE #01』を開催。9月18日、19日の大阪公演ではMr.Childrenを、9月28日、29日の神奈川公演でGLAYを迎え、ツーマンでの対バン形式のライブを開催した。
4年後となる2025年には、第2回目となる『B'z presents UNITE #02』の開催を発表。前回と同様のツーマンライブ形式で、THE YELLOW MONKEY、マキシマム ザ ホルモン、MAN WITH A MISSION、ONE OK ROCKが出演。

## プロジェクト発足の背景
当時の日本では2020年ごろからのコロナ禍の影響で、有観客のライブを満足に開催できない状況が継続しており、松本・稲葉各々が予定していたソロでのライブツアーも中止となっていた。当時の世間の風潮について稲葉は後のインタビューで、「ある時期から、世間的にコンサートというものをコソコソやらなきゃいけない感じになってきて、ニュースになるのは悪いところばかりで。コンサートをやることが、口に出して言えないようなことみたいになりつつあって、それがすごく嫌だった。」と振り返っている。
そしてB'zは、本来の姿である有観客でのライブを少しでも取り戻し「音楽業界復興に向けて立ち上がらねば」という思いでロックプロジェクト「B'z presents UNITE」を発表。開催にあたってはなんとなくの雰囲気による開催ではなく、具体的な対策を提示して「B'zの場合はこういう条件の中でやります」と包み隠さず公表するという形式であった。稲葉は「これだけの感染対策をして、ルールを設けたらここまでのロックコンサートが出来ると世の中に示したかった」と振り返った。
Mr.ChildrenとGLAYがプロジェクトに賛同し、対バン形式のライブが実現。稲葉は「ある程度、名前を知られている人がやらないと意味がないと思ったんです。名前を知られているからリスクは回避したいっていう気持ちにも、もちろんなるんですけど、（中略）だから、そこに乗ってくれたMr.ChildrenとGLAYの皆さんには、本当に感謝しかないですね」とコメントしている。一方、今回のオファーを受けたTERU（GLAY）は、「自分の人生でも歴史に残る大事件であり、これは自分達の歴史の中でも今後あるかないかのビッグイベントで、そのチャンスを逃したくなかった」と語っている。

## B'z presents UNITE #01
Mr.Childrenが大阪公演、GLAYが神奈川公演に参加し、B'zとツーマンでの対バン形式のライブを開催した。
コロナ禍での開催で、本公演は政府および各自治体、ならびに会場におけるガイドライン、要請を遵守し、また政府が定めた収容率に応じたキャパシティ（5000人）に入場を制限してライブを行った。新型コロナウイルス感染拡大防止策の一環として有観客ライブのチケット購入者に会場でのワクチン接種証明書やPCR陰性証明書の提示を任意で依頼し、提示者にはオリジナルステッカーが渡された。
このライブの模様は、PIA LIVE STREAMなどの各プラットフォームで有料配信された（配信期間は、大阪公演が10月4日20:00から10日23:59まで、神奈川公演が10月11日20:00から17日23:59まで。）。

### 日程
| 日程                | 出演者              | 会場         | 備考 |
| ------------------- | ------------------- | ------------ | --- |
| 2021年9月18日、19日 | - B'z - Mr.Children | 大阪城ホール | Mr.Childrenパートでは「Everything (It's you)」を、B'zパートでは「さまよえる蒼い弾丸」を2組でコラボ演奏した。 |
| 2021年9月28日、29日 | - B'z - GLAY        | 横浜アリーナ | GLAYパートでは「彼女の“Modern…”」を、B'zパートでは「ultra soul」をB'zとGLAYで2組でコラボ演奏した。           |

### 映像ソフトリリース
- GLAY ARENA TOUR 2021-2022 "FREEDOM ONLY" in SAITAMA SUPER ARENA
  - GLAYが2022年6月8日にリリースした映像作品。
  - 特典映像に、「B'z presents UNITE #01」2021年9月29日公演からGLAYパートのライブ映像を収録。「通常盤」には2曲[注 2]、「G-DIRECT限定盤」には全曲を収録している[12]。

## B'z presents UNITE #02
約4年ぶりの開催。前回同様ツーマンの対バンライブ形式で開催。
開催直前となる6月11日に、松本孝弘が体調不良で療養が必要と診断されたため、出演を辞退することが発表された。イベント自体については松本の強い要望もあり、稲葉浩志とサポートメンバーにて同イベントを予定通り開催することが説明された。
しかしながら、6月21日の初日公演のアンコールにおいて、松本がサプライズで急遽出演した。松本から「ファンの皆様や出演アーティストの皆様と、"UNITE"という特別な時間を少しでも共に過ごしたい」という強い希望があり、医師の許可を得た上で当日の出演が実現した。残り3公演については、本人の体調を最優先した上で出演を検討するとのコメントが公式サイトにて発表された。その後、松本は全4公演すべてのアンコールにサプライズ出演することとなった。
当日はサプライズで21日、22日の2公演に高崎晃(LOUDNESS)、全公演にTAKURO(GLAY)が出演した。また、22日の公演には生田斗真もゲスト出演した。

### 日程
| 日程          | 出演者                         | 会場          | 備考 |
| ------------- | ------------------------------ | ------------- | ---- |
| 2025年6月21日 | - B'z - THE YELLOW MONKEY      | Kアリーナ横浜 |      |
| 2025年6月22日 | - B'z - マキシマム ザ ホルモン | Kアリーナ横浜 |      |
| 2025年6月28日 | - B'z - MAN WITH A MISSION     | Kアリーナ横浜 |      |
| 2025年6月29日 | - B'z - ONE OK ROCK            | Kアリーナ横浜 |      |